# Гипнотик
«Гипноти́к» (англ. Hpnotiq) — алкогольный напиток, ликёр голубоватого цвета, представляющий собой смесь фруктового сока, водки и небольшого количества коньяка. Содержит 17 % спирта, производится во Франции и распространяется американской компанией Heaven Hill в 70 странах мира.

## История
«Гипнотик» создан в 2001 году Рафаэлем Якоби (англ. Raphael Yakoby), отчисленным из колледжа студентом, который жил вместе с родителями в городе Лонг-Айленд, штат Нью-Йорк. Подобная идея пришла к нему, когда он случайно увидел синие по цвету духи компании Bloomingdale's — под впечатлением ему захотелось сделать такой же светло-синий ликёр. Продвижение напитка Якоби начал в нью-йоркских ночных клубах, и уже спустя год «Гипнотик» приобрёл большую популярность во многих заведениях, бармены сочли его хорошей альтернативой популярным тогда космополитену и мартини.
Ликёр создавался с ориентировкой на городскую молодёжь, однако со временем бо́льшую популярность приобрёл именно у представительниц женского пола, особенно у знаменитостей. Пользуется спросом в основном у девушек 21-35 лет, часто присутствует на женских вечеринках. Бренд поддерживали многие знаменитости, в том числе Лорен Конрад, Хлои Кардашян, Эшли Грин, Солейл Мун Фрай и Кармен Электра, кроме того, он является официальным напитком модных показов Alice + Olivia.
Изначально продукция распространялась местной компанией Wingard, но в январе 2003 года Якоби передал все права на торговую марку людям из Heaven Hill. Сумма сделки, как сообщалось в прессе, составила 50 млн долларов.
Сейчас «Гипнотик» разливается во французском городке Коньяк, для приготовления используется высококачественная французская водка тройной перегонки, прошедшая медленную угольную фильтрацию для наиболее мягкого вкуса. Фруктовая составляющая — ананасовый сок, сок белого винограда, сок маракуйи и апельсиновый сок. С июня 2011 года выпускается также разновидность напитка под названием Hpnotiq Harmonie, освежающий ликёр фиолетового цвета с добавлением ягод, фиалок и лаванды. Официальный слоган напитка — «Живи громче!».